# Környezetérzékeny menü

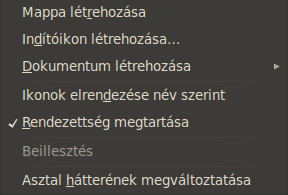
Az asztal környezetérzékeny menüje GNOME alatt

A Windows 7 felbukkanó menüit az alkalmazások testre szabhatják

Az informatikában a környezetérzékeny menü a grafikus felhasználói felület (GUI) olyan menüje, ami csak a felhasználó külön igényére bukkan fel (pl. az egér jobb vagy középső gombjával való kattintásra).

## Etimológia
A környezetérzékeny menü a nevét onnan kapta, hogy az operációs rendszer vagy az aktív alkalmazás pillanatnyi állapotához, nem egyszer a kijelölt vagy a kattintás helyén levő objektumhoz (összefoglaló szóval a kontextushoz) illő választási lehetőségeket kínál a felhasználónak. Számos neve ismert még: helyi menü, felbukkanó, felugró vagy lebegő menü, angolul contextual, floating vagy pop-up menu.

## Története
A környezetérzékeny menük először a Xerox Alto számítógép Smalltalk környezetében jelentek meg, itt pop-up menu (felugró menü) volt a nevük. A NEXTSTEP operációs rendszerben továbbfejlesztették az ötletet; ebben az egér jobb vagy középső gombjával kattintva a kattintás helyén feljött a főmenü (ami függőlegesen helyezkedett el, kontextusérzékeny volt), így nem kellett az egérmutatóval nagy távolságokat megtenni az akkor nagynak számító NextStep képernyőn.

## Implementáció
A helyi menük különböző, a GUI egy-egy régióját célzó felhasználói beavatkozással nyithatók meg. A felhasználói beavatkozás mibenléte grafikus felhasználói felületek között eltérő:
- Microsoft Windows, Mac OS X és X Window Systemet futtató Unix alatt a másodlagos egérgombra (általában a jobb egérgomb) kattintva megjelenik az egérmutató alatti terület környezetérzékeny menüje.
- Az egygombos egeret használó rendszerekben a felbukkanó menüt általában az egérgomb hosszabb ideig tartó nyomva tartásával lehet előhozni (mint a Mac OS X alkalmazásindító Dockjának ikonjainál), vagy billentyűzet-egér kombináció (Mac OS-ben Ctrl+egérkattintás) segítségével. Mac OS alatt billentyűzet-alapú alternatíva a Universal Access alatt (megfelelője a Windows XP-ben Kisegítő lehetőségek, Windows 7-ben Kezeléstechnikai központ) az egérbillentyűk (Mouse keys) bekapcsolása. Ekkor a normál vagy laptopbillentyűzettől függően a környezetérzékeny menü Function+Ctrl+5, Ctrl+5 (numerikus billentyűzet) vagy Function+Ctrl+i (laptop) lenyomásával hívható elő.
- Microsoft Windows alatt az alkalmazásbillentyű vagy a Shift+F10 is megnyitja a fókuszban lévő régió felugró menüjét.

A környezetérzékeny menüket lehetnek hierarchikus szervezésűek, ezeknél a menüstruktúra különböző szintjein lehet navigálni. Eltérő megvalósításai léteznek: a Microsoft Word az első alkalmazások között volt, melyeknél a menük almenüi csak a felbukkanó menü nyíl ikonjára kattintásra nyílnak le, egyébként a szülő menübejegyzéshez tartozó művelet hajtódik végre. Ez az üzemmód lehetővé teszi az előzőleg végrehajtott feladat gyors megismétlését, valamint a beállítások és a műveletek jobb elkülönítését.

## Használhatóság
A szoftverergonómiai szakértők kritizálják a környezetérzékeny menük túlzott használatát. Egyes alkalmazásokban néhány funkció csak felbukkanó menüből érhető el, ami még a tapasztalt felhasználókat is megzavarhatja (főleg, ha a felbukkanó menü csak az alkalmazás ablakának kis területén érhető el).
A felugró menük általában az egérmutatóhoz képest fix pozícióban nyílnak meg; kivéve, amikor az egérmutató a képernyő szélén van, ilyenkor eltolva jelenik meg, hogy a teljes menü látszódjon a képernyőn; ez csökkenti a felhasználói felület konzisztenciáját és a motorikus tanulás hatékonyságát.

## Microsoftos terminológia
A Microsoft irányelvei előírják, hogy a context menu kifejezés csak programozási és egyéb technikai dokumentációkban szerepelhet, a felhasználói dokumentációkban a shortcut menu használatos.

## Fordítás
- Ez a szócikk részben vagy egészben a Context menu című angol Wikipédia-szócikk ezen változatának fordításán alapul.  Az eredeti cikk szerkesztőit annak laptörténete sorolja fel. Ez a jelzés csupán a megfogalmazás eredetét és a szerzői jogokat jelzi, nem szolgál a cikkben szereplő információk forrásmegjelöléseként.